# Ellipostoma straminea
Ellipostoma straminea là một loài bướm đêm trong họ Geometridae.